# ステイング・パワー
「ステイング・パワー」 (Staying Power) は、イギリスのロック・バンド、クイーンが1982年に発表した楽曲。アルバム『ホット・スペース』に収録され、後に日本とアメリカでシングルカットされた。作曲はフレディ・マーキュリー。

## 解説
1981年の6月半ばに「ホット・スペース」に収められる数曲と一緒に制作された。
ホーンのアレンジャーとしてクレジットされているアリフ・マーディンは、アレサ・フランクリンやチャカ・カーンとの仕事ですでに知られていたことから起用されたとメイは語っている。
この曲はホット・スペース・ツアーとザ・ワークス・ツアーのヨーロッパ公演で演奏された。ライブでは、モーガン・フィッシャーがキーボード、ロジャー・テイラーがアコースティックドラムと電子ドラムを演奏した。また、ベースのパートはキーボードで演奏されたので、ジョン・ディーコンはリズムギターを演奏した。この曲のライブ音源は『オン・ファイアー/クイーン1982』に収録されている。メイは収められたバージョンについて「アルバムバージョンよりもずっとタイトでヘヴィに聞こえる」と話している。

### 発売経緯
日本においては「ミュージック・ライフ」誌と文化放送のラジオ番組「ミスDJ・リクエスト・パレード」にて、「ラス・パラブラス・デ・アモール (愛の言葉) 」、「バック・チャット」、「コーリング・オール・ガールズ」そして「ステイング・パワー」による4曲の候補曲のうち、どれをシングルにするかの投票が行われ、半数以上の得票を得たこの曲が「ボディ・ランゲージ」に続くシングルに選ばれた。

## 担当
- フレディ・マーキュリー - リードヴォーカル、バッキング・ボーカル、シンセサイザー、シンセベース
- ブライアン・メイ - リードギター
- ロジャー・テイラー - 電子ドラム、ドラムマシン
- ジョン・ディーコン - リズムギター
- アリフ・マーディン - ホーン編曲

## シングル収録曲

### 日本
Elektra P-1678
1. ステイング・パワー - Staying Power (Mercury)
2. コーリング・オール・ガールズ - Calling All Girls (Taylor)

### アメリカ
Elektra E-67975
1. ステイング・パワー - Staying Power (Mercury)
2. バック・チャット - Back　Chat (Deacon)